# ¿Viva La Gloria? (Little Girl)
«¿Viva La Gloria? (Little Girl)» es la duodécima canción del octavo disco de la banda Green Day. Es el segundo Viva la Gloria del disco. En esta parte, Gloria está deprimida, su vida se derrumba ("Little girl, little girl, Why are you crying?, Inside your restless soul your heart is dying"). En este punto de la historia, Gloria no es la misma de antes, y no representa para Christian un faro de esperanza como lo fue alguna vez (eso se representa en la parte del coro, diciendo "Runaway").Christian cree que Gloria no estaba preparada para tener un hijo. Los últimos acordes de esta canción son los primeros de "Restless Heart Syndrome".
La Canción tiene un sonido algo oscuro, pero aun así con el sonido característico de Green Day.
Se tocó por primera vez el día 7 de abril de 2009 en The Independent, San Francisco, California. Solo se ha tocado 14 veces.
- Datos: Q6164130